# Jack Kyle
John Wilson Kyle, detto Jack (Belfast, 10 gennaio 1926 – Bryansford, 27 novembre 2014), fu un chirurgo e operatore umanitario britannico proveniente dall'Irlanda del Nord: prima di intraprendere la carriera medica, fu rugbista internazionale nel ruolo di mediano d'apertura e protagonista del primo Grande Slam dell'Irlanda al Cinque Nazioni.
Fu inoltre uno dei membri del tour dei British and Irish Lions 1950 e militò nella selezione dell'Ulster con cui vinse quattro campionati interprovinciali tra il 1951 e il 1956.
Ancora in attività come giocatore fu insignito dell'onorificenza di ufficiale dell'Ordine dell'Impero Britannico per il suo contributo al rugby nordirlandese; dopo il ritiro agonistico fu per un breve periodo in Indonesia e poi per trentaquattro anni chirurgo in Zambia; ricevette nel 1999 l'ammissione all'International Rugby Hall of Fame e, successivamente, nel 2008, anche all'IRB Hall of Fame ; nel 2002 fu nominato miglior rugbista irlandese di sempre.
Alla sua vita da rugbista e da medico in Africa è dedicata una biografia scritta da sua figlia, Conversations with my Father.

## Biografia
Il debutto internazionale di Kyle risale al 25 gennaio 1947 contro la Francia, mentre l'ultimo incontro disputato con la nazionale irlandese fu contro la Scozia il 1º marzo 1958. Kyle giocò anche con i British Lions, debuttando il 27 maggio 1950 contro la Nuova Zelanda e arrivando a disputare 6 test match con la selezione britannica (4 contro la Nuova Zelanda e 2 contro l'Australia). Con la nazionale irlandese vinse il Cinque Nazioni 3 volte: nel 1948 realizzando anche il Grande Slam, nel 1949 vincendo pure la Triple Crown e nel 1951. A livello di club ha giocato nel Queen's University RFC e nell'Ulster.
Laureatosi in medicina presso la Queen's University Belfast nel 1951, svolse l'attività di medico. Nel 1962 si trasferì in Indonesia per un progetto umanitario e, dopo essere momentaneamente tornato in Irlanda del Nord, ottenne un incarico come consulente chirurgo presso un ospedale di Chingola, nello Zambia, dove lavorò fino al suo ritiro nel 2000.
Jack Kyle morì il 27 novembre 2014 all'età di 88 anni.

## Palmarès
- Campionati interprovinciali irlandesi: 4
Ulster: 1950-51, 1951-52. 1953-54, 1954-56